# Gare de Metzervisse
Gare de Metzervisse vasútállomás Franciaországban, Metzervisse településen.

## Vasútvonalak
Az állomást az alábbi vasútvonalak érintik:
- Thionville–Anzeling-vasútvonal

## Kapcsolódó állomások
A vasútállomáshoz az alábbi állomások vannak a legközelebb:
- Gare de Distroff
- Gare de Kédange